# Evangelische Kirche (Wissenbach)

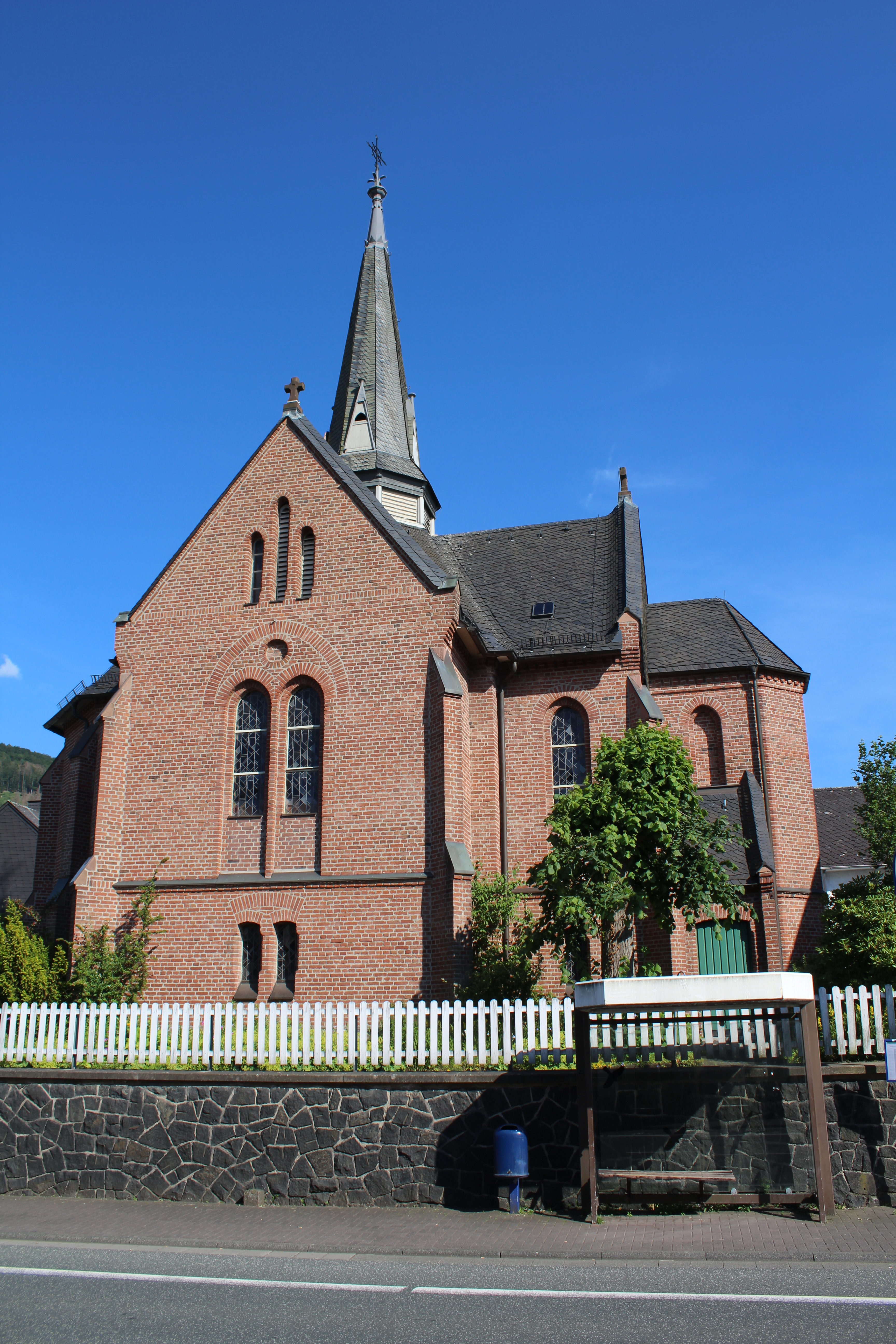
Kirche in Wissenbach von Nordwesten

Die Evangelische Kirche in Wissenbach, einem Ortsteil von Eschenburg im Lahn-Dill-Kreis (Mittelhessen), ist eine Backsteinkirche im Stil der Neugotik. Das kurze Mittelschiff mit hohem Dachreiter hat einen Fünfachtelschluss. Durch die beiden Querschiffe erscheint das Gebäude von außen wie eine Kreuzkirche und im Inneren wie ein Zentralbau. Das ortsbildprägende hessische Kulturdenkmal wurde 1881 fertiggestellt.

## Geschichte
Schon vor dem 8. Jahrhundert muss das Dietzhölztal christianisiert worden sein, vermutlich durch die Iroschottische Kirche. Urkunden darüber liegen nicht vor. Als in merowingisch-karolingischer Zeit das Gebiet um Wissenbach unter Bonifatius um das Jahr 740 im römisch-katholischen Sinne organisiert wurde, wurden die bereits getauften Fürsten aufgefordert, die römisch-katholischen Priester und Bischöfe anzuerkennen und ihr Wirken zu unterstützen. Die Taufkirche in Haiger bildete hierfür den Ausgangspunkt. Um 1450 entstand ein Kirchspiel in Frohnhausen, dessen Mutterkirche die Wissenbacher besuchten. 
Urkundlich ist für das Jahr 1512 eine „Capell zu Wissenbach“ nachgewiesen, die an der Dillenburger Straße errichtet wurde und 7,20 m lang und 5,40 m breit war. Wissenbach war im ausgehenden Mittelalter dem Dekanat Haiger und Archidiakonat St. Lubentius Dietkirchen im Bistum Trier zugeordnet.
Als die Reformation ab 1530 in der Grafschaft Nassau-Dillenburg eingeführt wurde, verblieb Wissenbach im Kirchspiel Frohnhausen. Um 1575 wechselte die Kirchengemeinde zum reformierten Bekenntnis.
Das Gotteshaus wurde 1750 um 7,80 m verlängert. Die Kosten für den Erweiterungsbau betrugen 1305 Florin und 29 Albus. Zum Kirchspiel Frohnhausen kamen 1773 Manderbach und 1818 Nanzenbach hinzu.

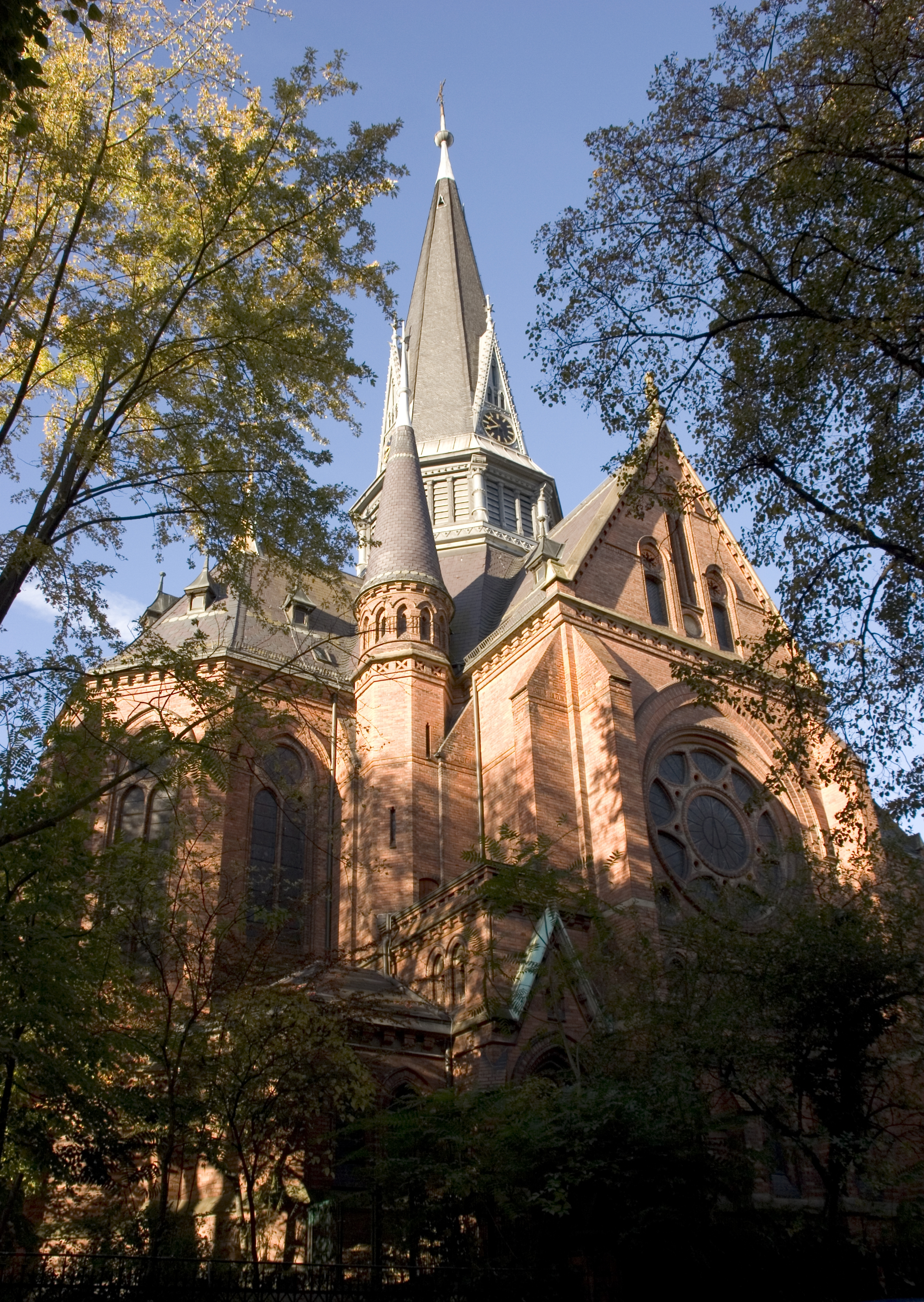
Die Wiesbadener Bergkirche diente als Vorbild für Wissenbach.

Der halbe Ort, etwa 100 Gebäude samt Kirche, fiel am 7. Mai 1879 dem großen Dorfbrand zum Opfer. Am 26. Juli 1880 erfolgte die Grundsteinlegung für einen Kirchenneubau 150 m weiter westlich. Die Pläne entwarf Architekt Ludwig Hofmann aus Herborn, der die Wiesbadener Bergkirche von 1879 zum Vorbild nahm. Die Wissenbacher Kirche wurde am 20. Juli 1881 durch den Wiesbadener Consistorialrat Ohlig eingeweiht. Die Baukosten betrugen 16.150 Mark, von denen 13.450 Mark von der Brandversicherung erstattet wurden. Kollekten der umliegenden Gemeinden erbrachten 900 Mark. Von den verbleibenden 1800 Mark brachte die nach dem Brand verarmte Gemeinde 913 Mark auf. Ein Antrag auf einen staatlichen Zuschuss in Höhe der Restsumme von 887 Mark wurde abgelehnt.

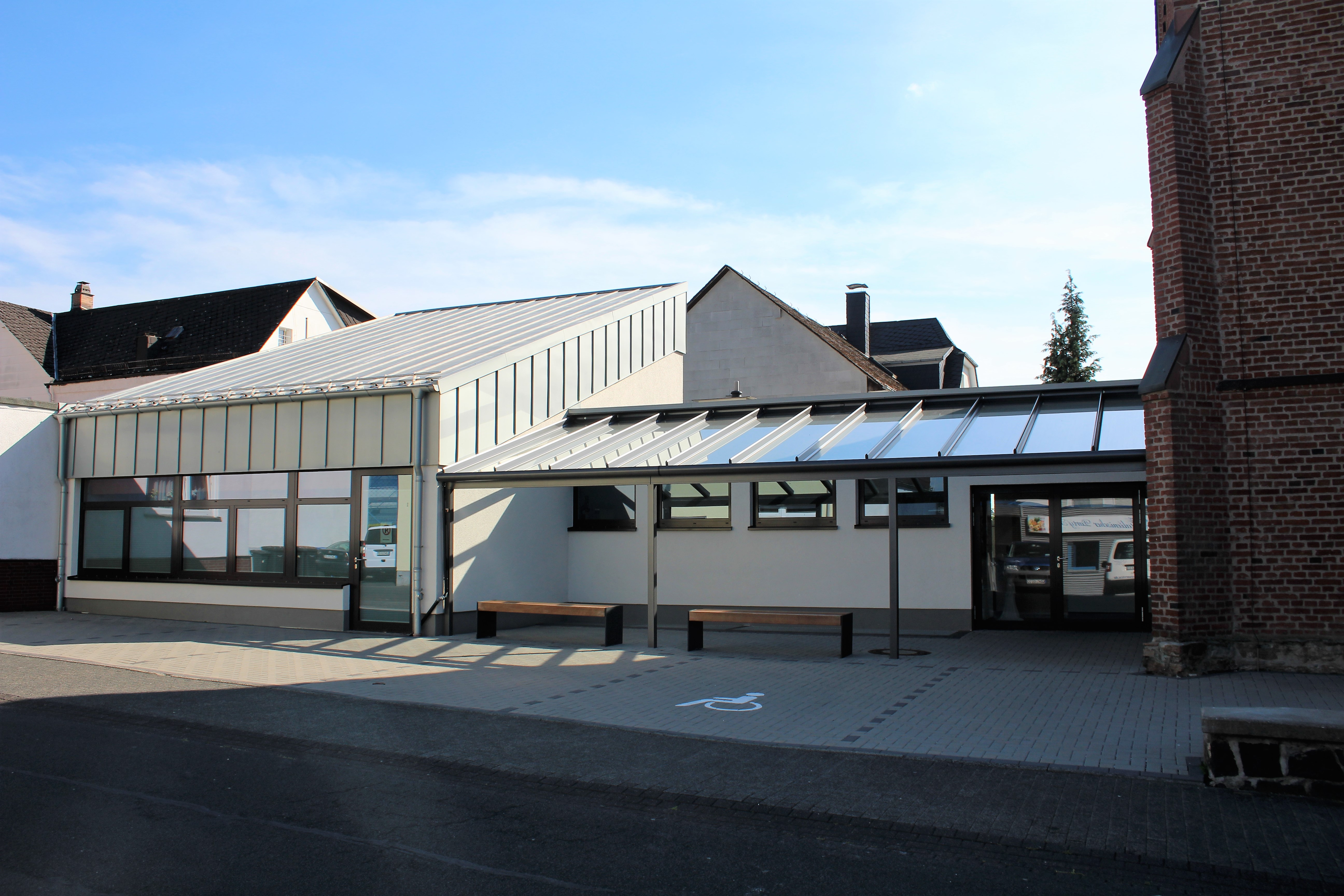
Renoviertes Gemeindehaus

Die Kirche erhielt im Jahr 1890 eine Turmuhr. In Wissenbach wurden 1899 erstmals Trauungen durchgeführt. Im Jahr 1911 wurden der Ort und die Kirche elektrifiziert. Wissenbach erhielt 1920 eine „Hilfspredigerstelle“. 1954 wurde Frohnhausen mit Manderbach pfarramtlich verbunden, während Wissenbach mit Nanzenbach zu einer eigenständigen Pfarrei mit Sitz in Nanzenbach erhoben wurde. Im Jahr 1967 wurde Wissenbach mit der Kirchengemeinde Eiershausen pfarramtlich verbunden. Das Pfarrhaus wurde in Wissenbach errichtet.
Die Kirche wurde im Jahr 1963 weiß gestrichen; diese Maßnahme wurde 1993 wieder rückgängig gemacht. 1968 erfolgte eine Sanierung der Kirche und 1976 der Bau eines Gemeindehauses. Ein Nachlass ermöglichte im Jahr 2006 den Einbau eines weiteren Orgelregisters. Um die Pfeifen vor dem Verstimmen zu schützen, wurde ein Holzfensterladen am östlichen Chorfenster angebracht.
Von 2014 bis 2016 wurde das Gemeindehaus umgebaut und umfassend saniert und 2017/2018 mit einem großen Vordach versehen.
Die Kirchengemeinde gehört zum Dekanat an der Dill in der Propstei Nord-Nassau der Evangelischen Kirche in Hessen und Nassau.

## Architektur

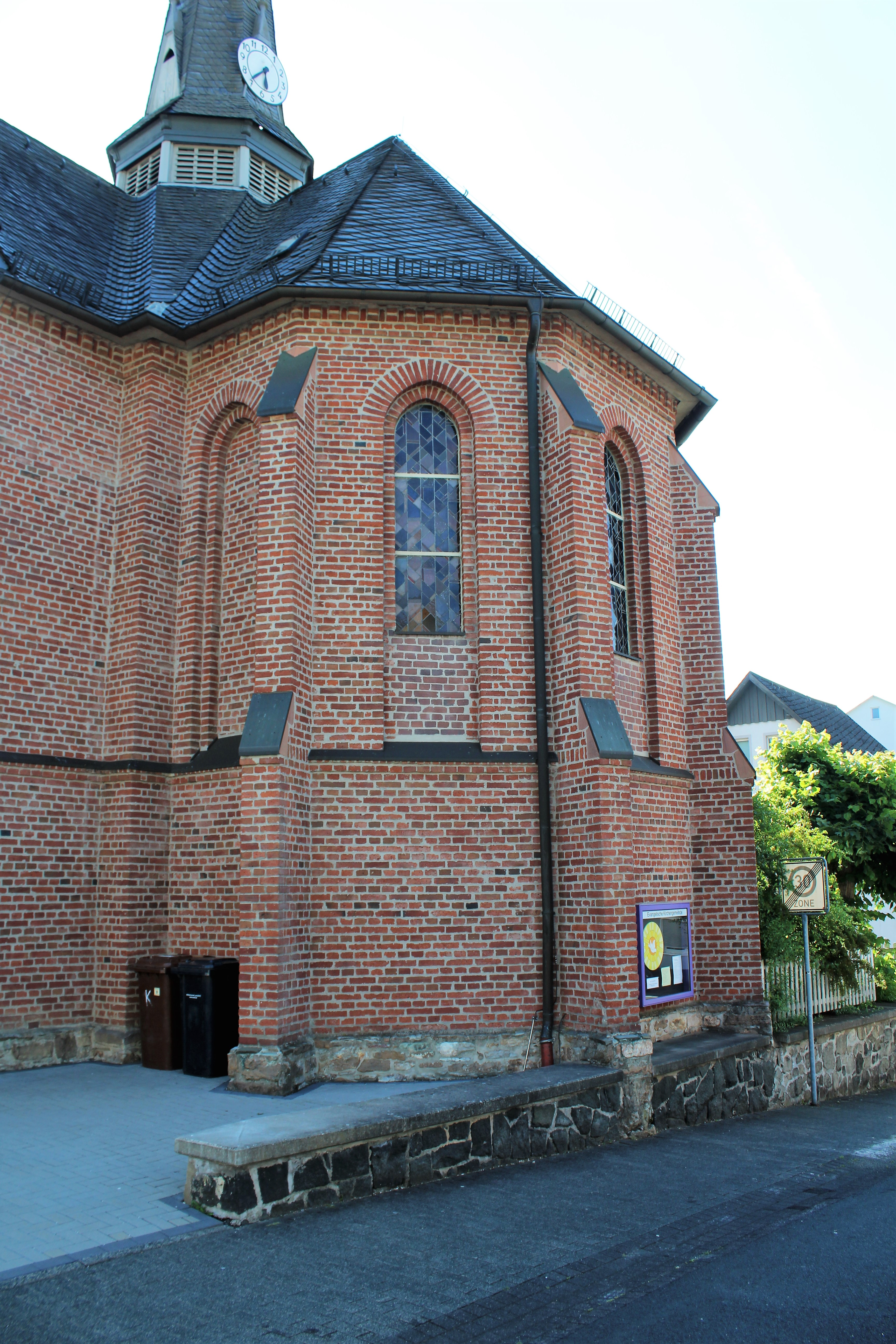
Das Chorpolygon von Osten

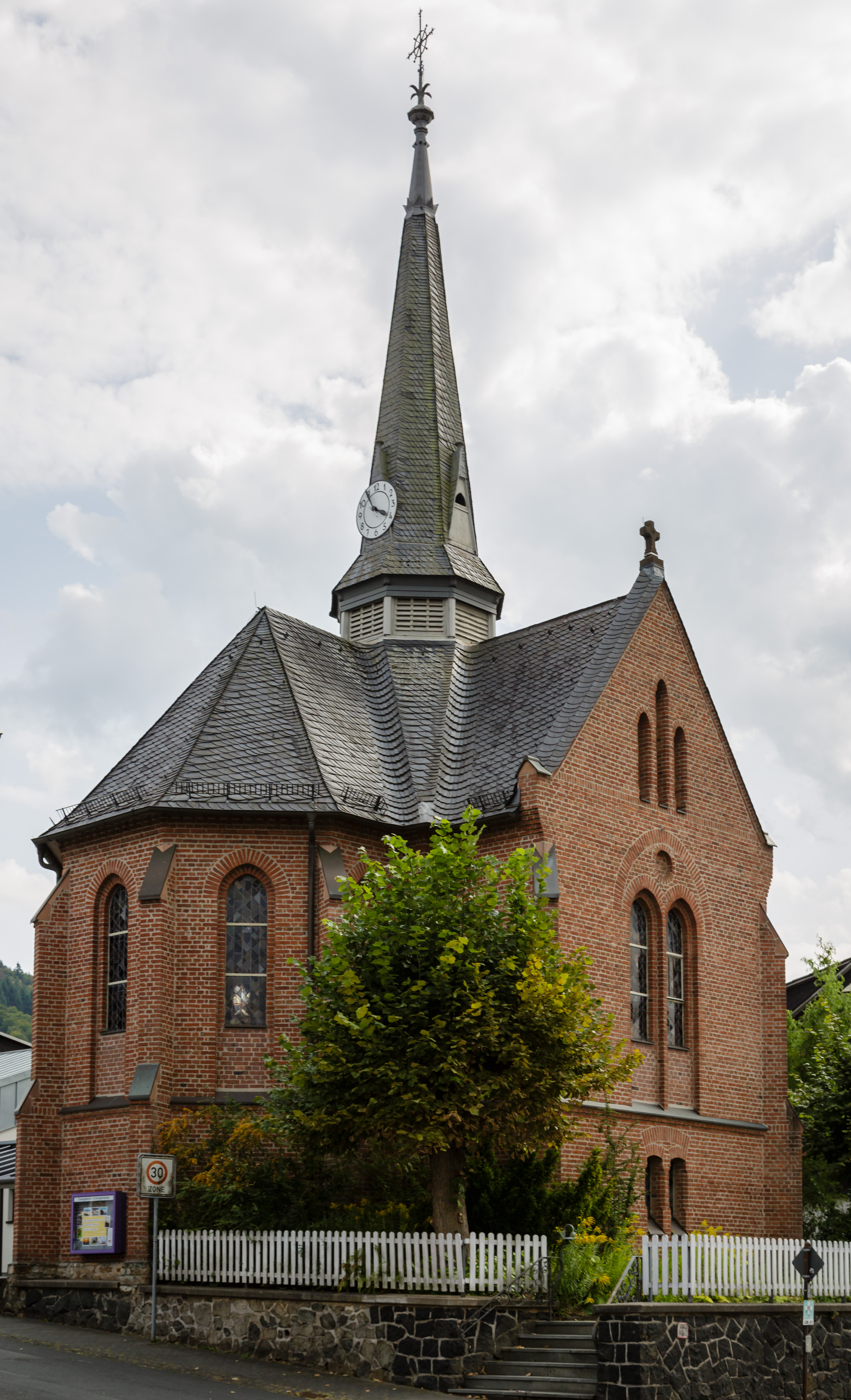
Ansicht von Norden

Die Kirche aus unverputztem roten Backstein-Mauerwerk auf kreuzförmigem Grundriss ist im Südosten des Ortes an der Bezirksstraße errichtet. Sie ist nicht geostet, sondern entsprechend dem Straßenverlauf nach Nord-Osten ausgerichtet. Der Fünfachtelschluss weist dieselbe Höhe wie das kurze Mittelschiff und die beiden Querschiffe auf. Dem Giebel des Mittelschiffs im Südwesten ist für den ursprünglichen Eingang ein eingezogener und niedriger Anbau vorgelagert, der als Treppenhaus dient. Davor ist im Nordwesten ein kleiner Windfang mit Stichbogenportal und Pultdach angebaut.
Ein umlaufendes Gesims gliedert die Außenmauern in zwei Ebenen. Die Gebäudeecken haben abgestufte Strebepfeiler. Das Chorpolygon wird durch drei Fenster mit stumpfem Spitzbogen belichtet, die von zwei Blendfenstern flankiert werden. Die beiden Querschiffe haben steile Giebel, die von einem Steinkreuz bekrönt werden. Im unteren Bereich der Giebelseiten sind zwei sehr schmale Fenster, oberhalb des Gesimses zwei Spitzbogenfenster in Nischen mit stumpfen Spitzbogen und darüber eine Rundblende und im Giebeldreieck drei schmale Fenster eingelassen.
Die Dachflächen sind vollständig verschiefert. Der hohe achtseitige Dachreiter hat im unteren Bereich rechteckige Schallöffnungen für das Geläut. Darüber erheben sich vier kleine Ziergiebel, an dessen nordöstlichem das Zifferblatt der Turmuhr angebracht ist. Dem schlanken Spitzhelm sind ein oktogonaler Turmknauf und ein verziertes Kreuz aufgesetzt.
Im Südosten wurde 1976 das Gemeindehaus angebaut, das den Zugang zur Kirche ermöglicht. Ein großes gläsernes Vordach aus dem Jahr 2018 schafft auf dem Hof vor dem Gemeindehaus eine geschützte Begegnungsfläche.

## Ausstattung

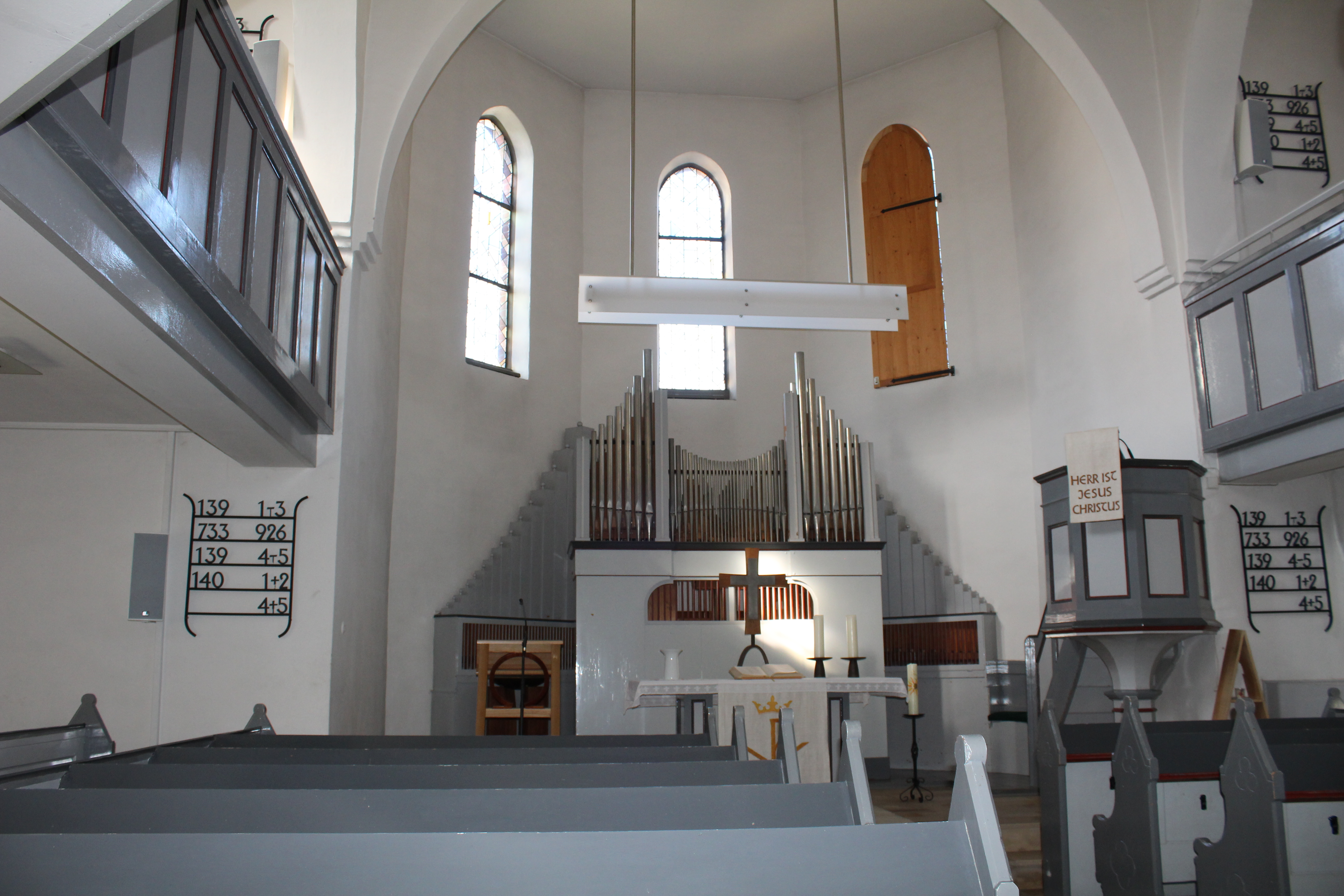
Innenraum mit Blick in den Chor

Der Innenraum wird von einer flachen Decke abgeschlossen. Entsprechend reformierter Tradition ist der Innenraum schlicht gestaltet. Vier große Bögen öffnen die sich kreuzenden Schiffe zum Gemeinderaum, wodurch der Eindruck eines Zentralbaus entsteht. Die bauzeitliche hölzerne Kirchenausstattung in grauer Farbfassung ist zum großen Teil erhalten. Bis auf den Chorraum sind an den drei anderen Seiten Emporen eingebaut, die kassettierte Brüstungen mit hochrechteckigen Feldern haben. Am südöstlichen Chorbogen ist die polygonale Kanzel auf einem achteckigen Fuß aufgestellt, deren Kanzelfelder ebenfalls hochrechteckige Füllungen aufweisen. Das alte Kirchengestühl ist an den Wangen mit einem Dreipass verziert. Statt eines Altars steht im Chorraum ein moderner Tisch mit einem Kreuz. Das Chorpolygon dient als Aufstellungsort für die Orgel.

## Orgel

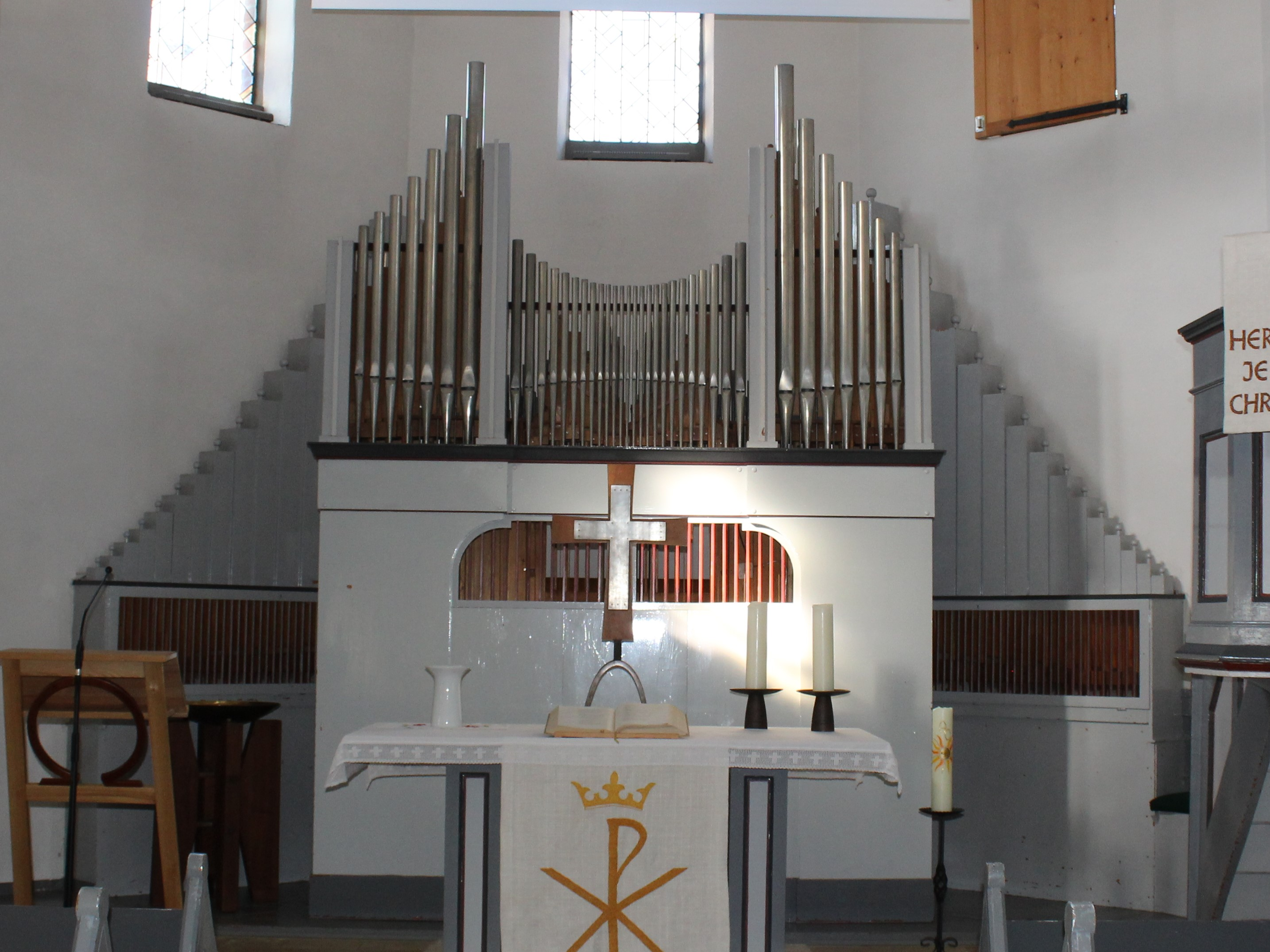
Steinmeyer-Orgel von 1954

Im Jahr 1954 baute G. F. Steinmeyer & Co. als Opus 1869 eine Orgel mit einem Freipfeifenprospekt, nachdem der Gemeindegesang jahrzehntelang mit einem Harmonium begleitet wurde. Im Jahr 2006 baute Orgelbau Hardt ein Salicional 8′ als zusätzliches Register ein. Das hinterspielige Instrument verfügt über acht Register, die auf einem Manual und Pedal verteilt sind. Die hölzernen Pedalpfeifen des Subbass′ sind hinterständig an den drei Chorwänden aufgestellt. Die Orgel hat folgende Disposition:
| I Manual C–g3 |       |
| Gedackt       | 8′    |
| Salicional    | 8′    |
| Prinzipal     | 4′    |
| Rohrflöte     | 4′    |
| Oktave        | 2′    |
| Sifflöte      | 1 ⁄3′ |
| Mixtur        | 2⁄3′  |

| Pedal C–f1 |     |
| Subbass    | 16′ |

- Koppel: I/P

## Glocken
Die gotische Kapelle hatte eine kleine Glocke, die 1729 durch eine neue Glocke ersetzt wurde. Sie trug die Inschrift „Gott ist mein Heil, Gott ist mein Ehr“ und hatte einen Durchmesser von 0,60–0,75 m. Der Kirchturm von 1881 beherbergt von Anfang an zwei Glocken. Eine erste Glocke wurde von der Glockengießerei Rincker  gespendet und in einem provisorischen hölzernen Glockenstuhl geläutet. Die ursprünglichen Glocken wurden in den beiden Weltkriegen an die Rüstungsindustrie abgeliefert und sind nicht erhalten. Eine 1917 eingeschmolzene Glocke wurde 1921 von der Firma Gebr. Rincker (Sinn) ersetzt. Dieselbe Firma ersetzte 1951 eine im Zweiten Weltkrieg abgelieferte Glocke.
| Nr. | Gussjahr | Gießer, Gussort     | Durchmesser (mm) | Schlagton | Inschrift                                                                   |
| --- | -------- | ------------------- | ---------------- | --------- | --------------------------------------------------------------------------- |
| 1   | 1921     | Gebr. Rincker, Sinn | 695              | Cis2      | „Fürs Vaterland wurde ich hergegeben, erstand aus Trümmern zu neuem Leben.“ |
| 2   | 1951     | Gebr. Rincker, Sinn | 585              | E2        | „O Land, Land, Land höre des Herrn Wort.“                                   |